# 1958년 프랑스 총선
1958년 프랑스 총선은 1958년 프랑스 제5공화국 성립으로 치러진 총선으로, 결선투표제가 도입되었다.

## 배경
알제리 전쟁으로 정치불안이 가중되던 1958년 5월 13일, 알제리 주둔군은 프랑스령 알제리 수호와 샤를 드 골 장군 복귀를 외치며 반란을 일으켜, 코르시카를 점령하고 파리를 공격하겠다 협박한다.
이에 피에르 프리믈랭 총리를 비롯해 기 몰레 인터내셔널 프랑스지부장, 루이 자키노 소상공인과 농민의 국민중심 총재 등은 드 골 장군을 총리로 추대하며 6개월간 전권을 위임해 헌법을 작성하도록 했다.
9월 28일, 해당 헌법이 국민투표를 통과하면서 프랑스 제5공화국이 성립했고, 새 의회를 구성하기 위한 총선이 치러졌다.
드골 지지세력은 신공화국연맹을 창당했음에 비해, 진보세력은 5공화국에 대한 찬반으로 분열되었고, 이는 연대가 중요해진 새 선거제도 하에서 진보세력의 몰락을 가져왔다.

## 선거 결과
1958년 11월 23일, 30일 프랑스 국민의회 선거결과
| 정당 | 정당                          | 정당 | 1차 투표   | 1차 투표 | 결선 투표  | 결선 투표 | 의석 |
| 정당 | 정당                          | 정당 | 득표       | %        | 득표       | %         | 의석 |
| ---- | ----------------------------- | ---- | ---------- | -------- | ---------- | --------- | ---- |
|      | 신공화국연합                  | UNR  | 3,603,958  | 17.58    | 4,769,052  | 26.48     | 189  |
|      | 소상공인과 농민의 국민중심    | CNIP | 4,092,600  | 19.97    | 4,250,083  | 23.60     | 137  |
|      | 대중공화운동                  | MRP  | 2,387,788  | 11.65    | 1,365,064  | 7.58      | 57   |
|      | 노동자 인터내셔널 프랑스 지부 | SFIO | 3,167,354  | 15.45    | 2,484,417  | 13.80     | 40   |
|      | 급진당                        | PR   | 2,695,287  | 13.15    | 1,398,409  | 7.77      | 37   |
|      | 프랑스 공산당                 | PCF  | 3,882,204  | 18.94    | 3,741,384  | 20.78     | 10   |
|      | 극우                          |      | 669,518    | 3.27     | -          | -         | 1    |
| 합계 | 합계                          | 합계 | 20,498,709 | 100      | 18,008,409 | 100       | 576  |

진보세력의 분열로 드골의 신공화국연맹을 비롯한 보수세력은 압승을 거뒀으며, 12월 21일 드골을 대통령으로 선출하게 된다.